# Squash
Le squash est un sport de raquette qui se joue sur un terrain de jeu entièrement entouré de murs ou éventuellement de paroi(s) entièrement vitrée(s) pour permettre la présence de spectateurs lors des tournois internationaux. Il consiste à frapper une petite balle noire en caoutchouc, de telle sorte que son adversaire ne puisse pas la reprendre. À durées égales, le squash est l'un des sports les plus dépensiers en calories,. L'autre particularité de ce sport est que les deux joueurs partagent et défendent alternativement la même surface de jeu. Cette spécificité met parfois les deux joueurs en interférence, on dit qu'il y a alors une situation de let.

## Histoire générale du squash
Le squash trouve ses origines dans d’anciens jeux de balle apparentés au tennis, qui se jouaient dans la  prison de la Fleet à Londres au XIXe siècle. Vers 1830, à l'école privée de Harrow à Londres, en Angleterre, les étudiants en attendant d'utiliser les courts de tennis, commencèrent à frapper sur l'un des murs de l'immeuble avec leurs raquettes et c'est ainsi que le squash fut inventé. 
Le premier court de squash fut créé en 1883 à Oxford. Petit à petit, ce sport se développa dans les écoles et les universités, mais ne devint populaire qu'à partir du début du XXe siècle. Les États-Unis furent la première nation à former une association et à codifier ce jeu en 1907 (aujourd'hui appelé le Hardball squash (en), à ne pas confondre avec le racquetball) ; en même temps, la Fédération anglaise de tennis et celle de raquettes formèrent un sous-comité de squash pour gérer ce sport. Les règles seront adoptées en 1924 et en 1928 fut créée l'Association de squash anglaise qui en reprit la gestion. Aujourd'hui, ce sport est géré par la Fédération internationale de squash, le squash masculin professionnel par l'Association professionnelle de squash (PSA) et le squash féminin professionnel par l'Association internationale des joueuses de squash (WSA). En 1930 fut créé le tournoi le plus prestigieux : le British Open. Il se dispute tous les ans depuis 1930 pour les hommes et depuis 1950 pour les femmes.
Le squash continua de se développer dans l'aristocratie et dans la haute classe jusque dans les années 1950, mais le jeu prit véritablement son envol à partir de la construction de courts publics (grâce à des opérations de marketing) au début des années 1980 en Angleterre, dans le même temps le squash se développa aussi très vite dans les anciennes colonies anglaises (Pakistan, Canada, Australie entre autres) ; pour preuve, ce sport fut dominé pendant vingt ans par deux pakistanais : Jahangir Khan et Jansher Khan. Il faudra attendre 2004 pour qu'un non-ressortissant de l'Angleterre ou des anciennes colonies anglaises atteigne le premier rang mondial chez les hommes : le Français Thierry Lincou.

## Histoire du squash professionnel

### Hommes

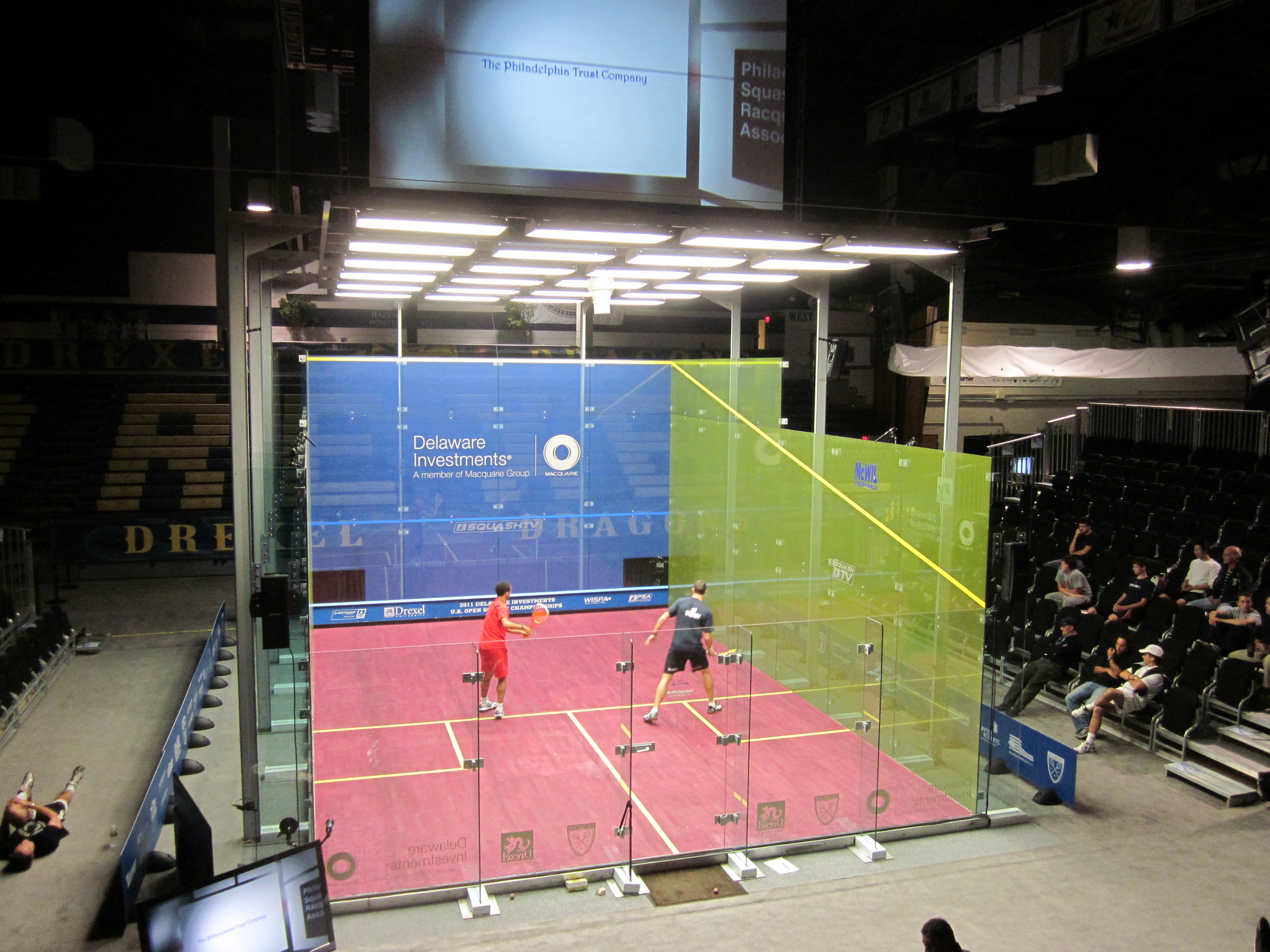
Court vitré utilisé lors de l'US Open 2011.
2 points lors de la demi-finale entre James Willstrop et Nick Matthew en 2011 ,.

#### 1981–1996: domination pakistanaise
De 1981 à 1996, le squash est dominé par deux joueurs pakistanais : Jahangir Khan et Jansher Khan. Qamar Zaman, un autre Pakistanais, fait partie des plus grands joueurs de sa génération dans les années 1970–1980. Atteignant par quatre fois la finale de l'Open World sans jamais s'imposer, face notamment à son grand rival de l'époque, l'Australien Geoff Hunt, il est le précurseur de la suprématie pakistanaise des années 1980.

#### 1997–2006: absence de suprématie
Malgré la présence de Peter Nicol, no 1 mondial près de 24 mois pendant cette période, une nouvelle ère arrive à cette époque. Des joueurs de tous les continents arrivent à se démarquer. C'est par exemple le cas du Canadien Jonathon Power, champion du monde en 1998, des Australiens Rodney Eyles (plutôt en fin de carrière) et David Palmer, tous deux champions du monde respectivement en 1997 et 2002 puis 2006. Puis l'arrivée du Français Thierry Lincou, champion du monde 2004, montre que la suprématie du squash n'est plus forcément réservée aux nations anglophones.

#### Depuis 2006: domination égyptienne et anglaise
Deux grandes nations dominent le squash. L'Égypte est représentée par deux légendes : Amr Shabana, quatre fois champion du monde et no 1 mondial pendant plus de deux ans, et Ramy Ashour, trois fois champion du monde. L'autre nation dominatrice est l'Angleterre avec notamment Nick Matthew, trois fois champion du monde, et James Willstrop. Très souvent, ces deux nations comptent au moins sept joueurs parmi le top 10 mondial.

### Femmes

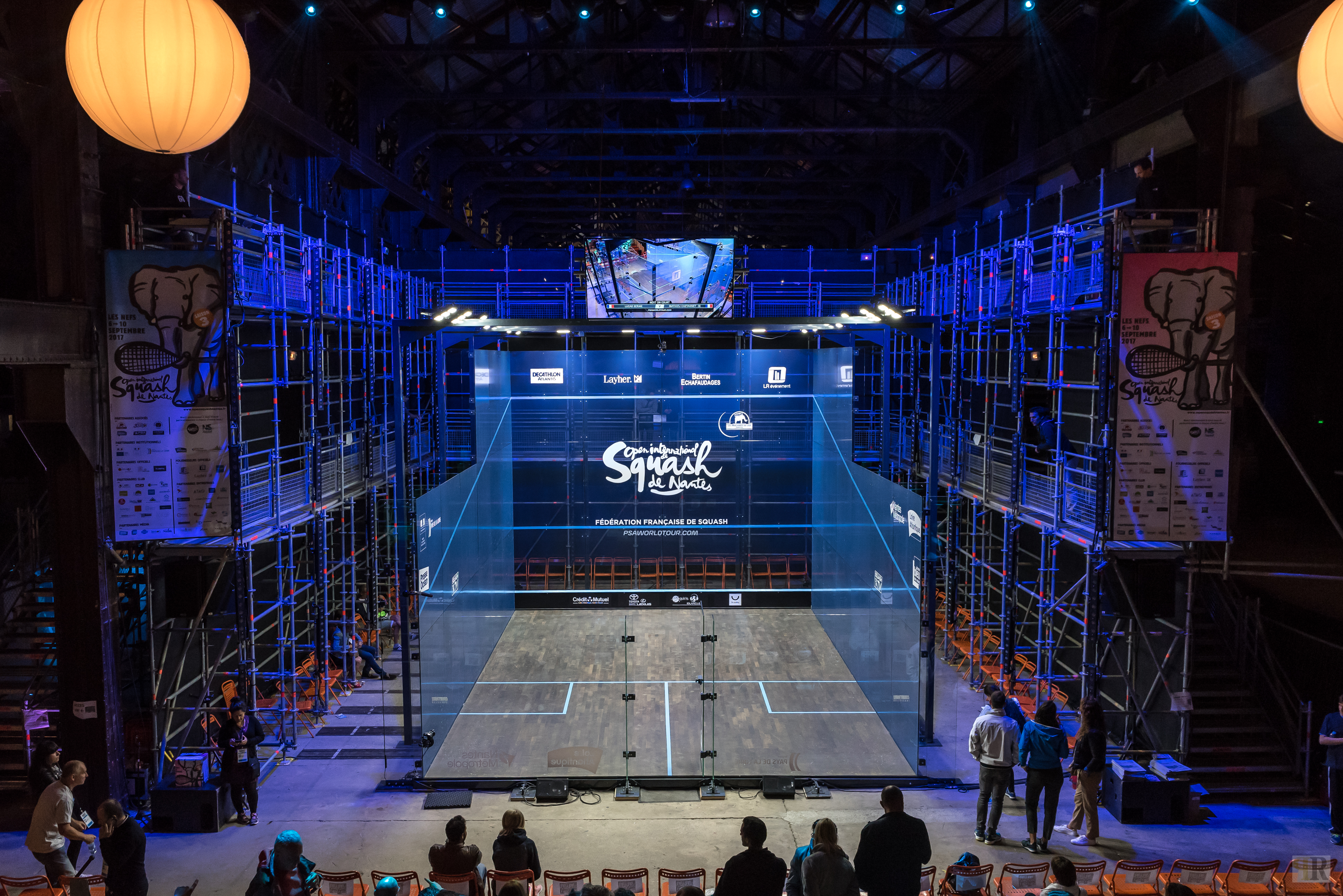
Un court vitré, sous les Nefs, en 2017, à Nantes

#### 1983–1992: domination néo-zélandaise
Le squash fut dominé pendant ces dix années par un grand nom du squash féminin : Susan Devoy (Nouvelle-Zélande), quatre fois championne du monde et no 1 mondiale pendant plus de 8 ans. Elle succéda à deux grandes Australiennes dominatrices de la discipline dans les années 1970 : Heather McKay (vainqueur de 16 British Open consécutifs, le record) et Vicki Cardwell.

#### 1993–2005: domination australienne
En 12 ans, trois femmes ont dominé le squash : Michelle Martin, Sarah Fitz-Gerald et Rachael Grinham. Elles comptabilisent à elles trois neuf ans et demi au poste de no 1 mondiale, neuf titres de championnes du monde et douze titres du British Open.

#### 2005–2014: Nicol David
À partir de la fin 2005, le squash féminin voit arriver une jeune Malaisienne très talentueuse : Nicol David. Deux fois championne du monde junior en 1999 et 2001. Elle reprend la place de no 1 mondiale en août 2006. Elle compte à elle seule huit titres de championne du monde (un record), cinq titres du British Open et plus de huit ans en tant que no 1 mondiale.

#### 2015–aujourd’hui: domination égyptienne
À partir de 2015, une formidable génération de jeunes joueuses égyptiennes, emmenée par Nour El Sherbini, championne du monde junior à l'âge record de 13 ans, s'installe au sommet du squash féminin mondial. Ainsi en novembre 2016 lors des championnats du monde par équipes d'Issy-les-Moulineaux, on retrouve trois Égyptiennes aux trois premières places du classement mondial qui donnent logiquement le titre à l'Égypte. Seules, l'Anglaise Laura Massaro vainqueur de l'US Open 2015, du Qatar Classic 2015  et du British Open 2017 ainsi que la Française Camille Serme qui remporte le British Open 2015, l'US Open 2016 et le  Tournament of Champions 2017 parviennent à résister.

## Règles
Cette section s'appuie sur les règles de jeu officielles de la Fédération française de squash.
Un des joueurs sert, puis chaque joueur tape chacun à son tour la balle jusqu'à ce que l'un d'eux la manque ou commette une faute.
Le joueur doit taper la balle avant son deuxième rebond sur le sol et l'envoyer sur le mur frontal au-dessus du « tin » et en dessous de la ligne supérieure, avec éventuellement des rebonds sur les murs (mais pas sur le sol et sans toucher l'autre joueur).

### Comptage des points
Un match se joue chez les hommes comme chez les femmes au meilleur des cinq jeux (match en trois jeux gagnants). Le comptage pour les hommes et les femmes s'effectue en 11 points directs (avec 2 points d'écart) depuis 2009. Auparavant, un jeu se jouait en 9 points. Il fallait avoir le service pour prendre le point. À 8-8 le receveur choisissait de jouer le jeu en 9 ou 10 points, en annonçant clairement cette intention.
La période entre le moment où un joueur devient serveur et le moment où il devient receveur est appelé main. Les balles au-dessus des lignes qui longent le mur en haut sont fautes. Le service au squash, que ce soit en compétition ou en loisir, est rarement un point gagnant. Les « aces » sont très rares. L'objectif du service est de mettre l'adversaire en difficulté, souvent en envoyant la balle mourir dans le coin adverse, sans que celle-ci ne ressorte du mur.

### Service

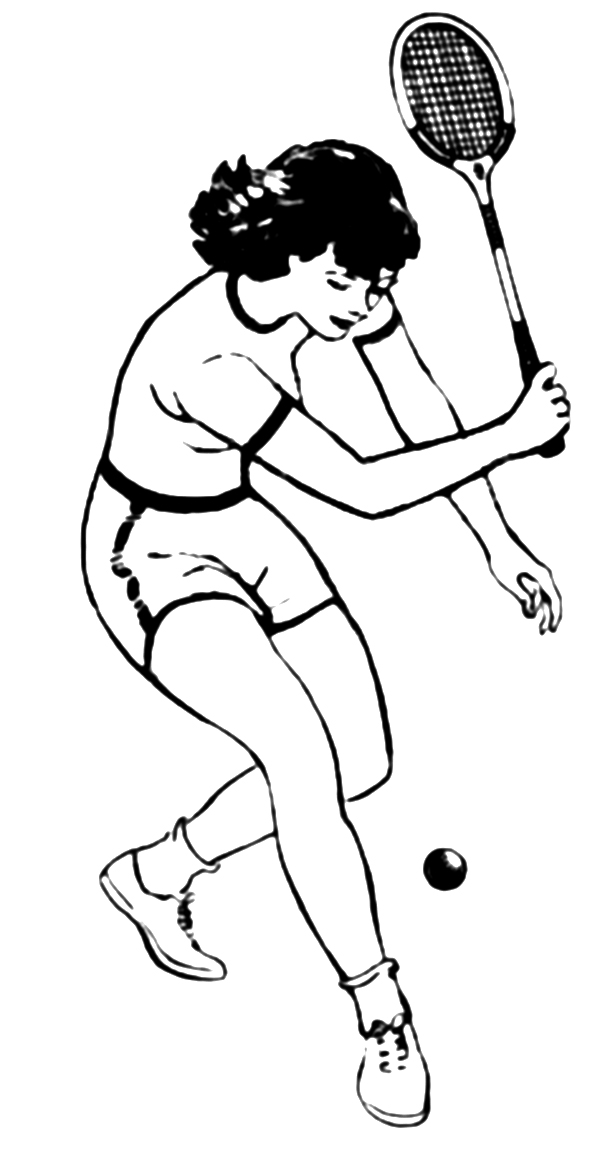
Un revers au squash.

Chaque échange commence par un service (le premier serveur de la partie est tiré au sort). Au début de chaque jeu et à chaque changement de service, le serveur doit choisir son carré de service, et utiliser alternativement les deux carrés de service pour chaque service à chaque fois qu'il gagne le point successivement.
Un service « correct » consiste à envoyer la balle à l'aide de la raquette contre le mur frontal au-dessus de la ligne de service, en ayant au moins un pied à l'intérieur des limites du carré de service. Une partie du pied sur la ligne du carré de service est une faute. Un service incorrect équivaut au gain de l'échange pour le receveur.
Après avoir rebondi sur le mur au-dessus de la ligne de service, la balle devra rebondir au sol dans le quart de court opposé au carré de service à moins qu'elle ne soit « volleyée » par le receveur. Entre le rebond sur le mur au-dessus de la ligne de service et le rebond au sol dans le quart de court opposé au carré de service, la balle peut rebondir sur un ou plusieurs des murs.

### Échange
Les joueurs renvoient alternativement la balle contre le mur frontal jusqu'à ce que l'un d'eux en soit incapable. Son adversaire est alors considéré comme vainqueur de l'échange.
Un renvoi incorrect équivaut au gain de l'échange pour l'adversaire. Si la balle se dirigeant vers le mur principal touche l'adversaire, le renvoyeur gagne également l'échange (anglais : stroke). Cependant, si la balle rebondissant sur un mur latéral et se dirigeant vers le mur frontal touche l'adversaire, le point est rejoué (anglais : let) seulement dans le cas où le renvoyeur estime que sa balle pouvait atteindre le mur principal.

### Gêne
Le joueur dont c'est le tour de renvoyer la balle ne doit pas être gêné par son adversaire. Si le renvoyeur s'estime gêné, celui-ci demande le let. Si cette demande est accordée par l'arbitre, le point est rejoué. Cette décision est donnée soit parce que le joueur est gêné pour aller jouer la balle soit par sécurité (parce que l'adversaire se trouve juste derrière le renvoyeur). Si le joueur qui vient de jouer la balle se trouve dans la raquette du renvoyeur ou s'il est placé entre la balle et le mur frontal au moment où le joueur est prêt à jouer la balle, l'arbitre accordera un stroke. Le joueur ayant arrêté l'action remporte l'échange. Enfin, si l'arbitre juge que la balle est de bonne qualité et que le joueur ne serait pas capable d'aller la jouer, il peut ainsi donner un no let et le joueur ayant fait appel perdra le point.

### Pauses
Entre les jeux, les joueurs n'ont droit qu'à 90 s de pause pour récupérer (2 min lors des tournois internationaux). En cas de blessure, l'arbitre peut accorder un délai de 3 min au joueur blessé pour se soigner, voire plus suivant la nature de la blessure.

### Sanctions
L'arbitre peut sanctionner un joueur s'il juge que son comportement n'est plus acceptable et pourra donner, suivant la gravité des faits :
- Un avertissement
- Un point de pénalité
- Un jeu de pénalité
- Un match de pénalité

## Court

Court international de squash individuel.
Légende :
1 Mur frontal — 2 Mur de côté — 3 Sortie — 4 Ligne de service — 5 Carré de service — 6 Ligne médiane — 7 Tôle/Tin.

La surface de jeu est appelée court et doit respecter les dimensions suivantes :
- Longueur intérieure : 9 750 mm
- Largeur intérieure : 6 400 mm
- Hauteur du mur frontal : 4 570 mm
- Épaisseur des lignes : 50 mm
- Hauteur du Tin : 430 mm
- Hauteur sous 1er obstacle : 5 640 mm

## Équipement

### Raquette

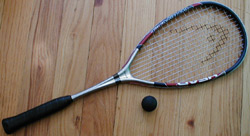
Une raquette et une balle de squash.

Autrefois en bois, les raquettes sont aujourd'hui composées soit d'aluminium, un long tube plié dont les deux extrémités se retrouvent dans le manche, soit moulées avec renforts en fibres (en anglais « graphite »). Ainsi les raquettes métalliques pèsent un peu moins de 200 g ; elles peuvent aussi être dénommées « composite » c'est-à-dire en métal recouvert de fibre pour ressembler à une raquette moulée (il suffit de mettre le cadre sur la joue et percevoir le froid pour déterminer si elles sont métalliques ou non).
En métal, elles sont plus vibratiles, plus lourdes et plus rigides. Une raquette de meilleure qualité est donc moulée, obtenue par injection de résine dans un moule avec des renforts en fibres de carbone, kevlar, fibres tissées ou non, avec fil d'aluminium et titane (titanium), le but étant d'alléger (de 130 à 160 g hors cordage et hors grip), de renforcer contre les chocs ou pour une plus grande tension du cordage, de rendre plus souple ou plus rigide, etc. Moulées, elles sont donc plus agréables à jouer, plus confortables et plus performantes dans leur capacité à restituer les effets et surtout la puissance des coups.
Outre le choix de matériaux, il existe deux types de tamis : soit longues cordes, soit avec pontage. Les tamis à longues cordes procurent plus de vitesse de balle, de contrôle et de précision si et seulement si l'on sait bien centrer au milieu du tamis. Les tamis avec pontage pardonnent davantage les erreurs de centrage de balle et sont donc plus tolérants, faciles à jouer et plus confortables.
Dimensions d'une raquette
- Longueur maximale : 686 mm
- Largeur maximale : 215 mm
- Longueur maximale de l'intérieur du tamis : 390 mm
- Surface maximale du tamis : 500 cm2
- Largeur minimale de toute partie structurelle du cadre : 7 mm
- Épaisseur maximale de toute partie structurelle du cadre : 26 mm
- Masse maximale : 250 g

### Balle

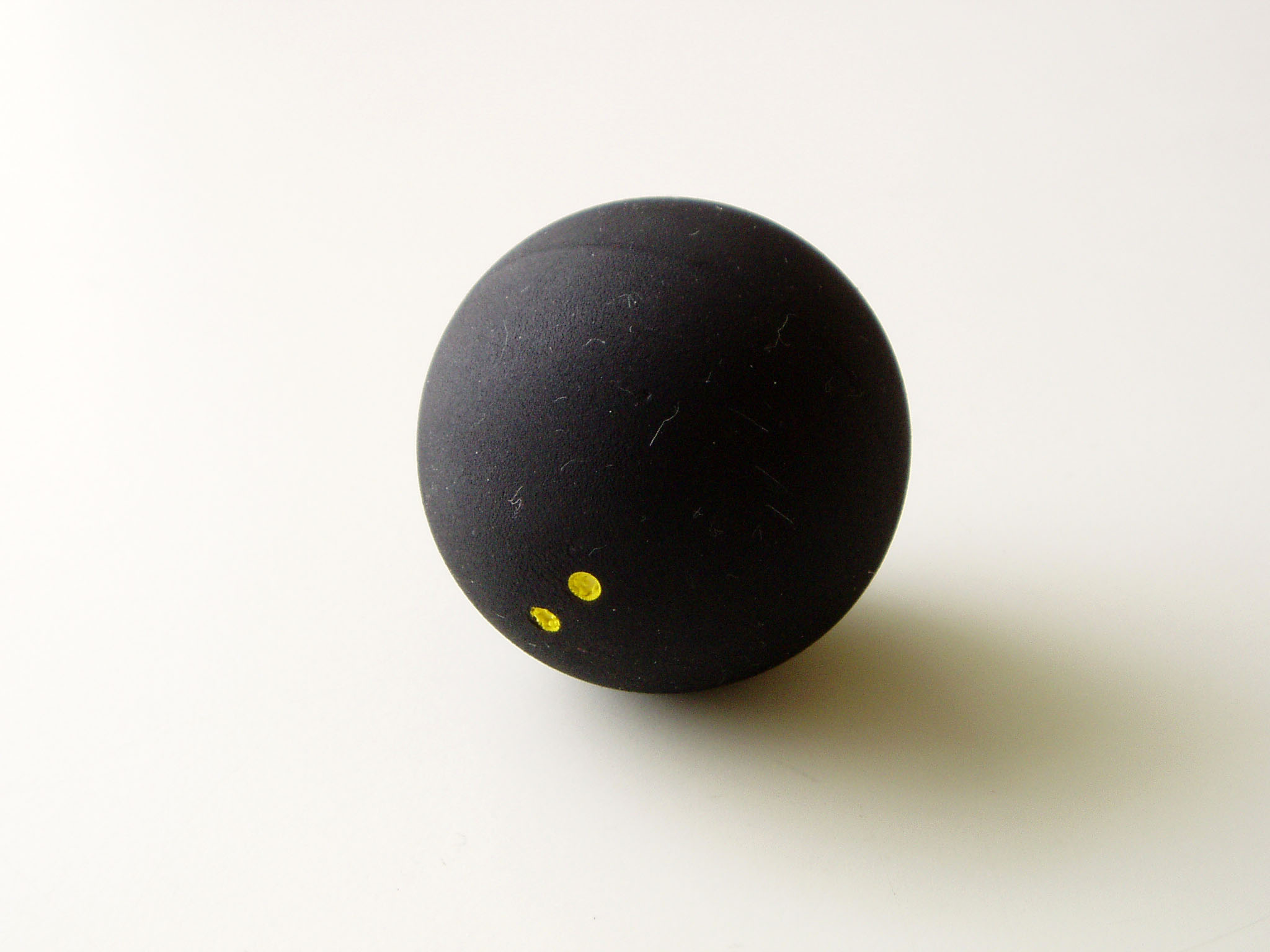
Balle de squash à deux points jaune.

La balle de squash, faite de deux hémisphères creux de caoutchouc noir (parfois blanc pour les matches sur court vitré) collés ensemble, mesure entre 39,5 mm et 40,5 mm de diamètre et pèse entre 23 g et 25 g.
Elle est marquée d'un ou de plusieurs points de couleurs, dénotant son dynamisme :
- deux points jaune — extrêmement lente (rebond très bas), c'est la balle utilisée lors des compétitions officielles ;
- un point jaune — très lente (rebond bas) ;
- un point blanc (ou vert) — lente (rebond moyen), similaire à point rouge dans la plupart des marques ;
- un point rouge — moyenne (rebond haut) ;
- un point bleu — rapide (rebond très haut).

Les joueurs expérimentés tendent à utiliser des balles rebondissant moins, tandis que les joueurs débutants utilisent des balles rebondissant beaucoup, celles-ci étant plus faciles à renvoyer. Par ailleurs, au cours du jeu la balle s'échauffe, ce qui la rend plus dynamique.

## Compétitions de squash

### Championnats
- Championnats du monde de squash
- Championnats du monde de squash par équipes

Le squash de compétition a vu principalement des champions britanniques, anglo-saxons non européens ou d'anciennes colonies britanniques.

### Autres compétitions
- British Open
- Hong Kong Open
- Qatar Classic
- US Open
- PSA Masters
- World Series Finals

### Squash et Jeux olympiques
Malgré son universalité (le squash est pratiqué dans 190 pays), le squash ne figure pas au programme des Jeux olympiques d'été. Pourtant, il figurait en 2013 et en 2015 sur une short liste des sports destinés à intégrer l'olympisme lors des Jeux de Tokyo en 2020. Mais les organisateurs lui ont préféré le baseball, le softball, l'escalade, le surf, le karaté et le skateboard justifiant que ce sont des sports très populaires au Japon ou auprès des jeunes. Le squash a retenté sa chance pour les Jeux de Paris en 2024 mais le break dance lui a été préféré. Lors des Jeux olympiques de la jeunesse à Buenos Aires en 2018, le squash était sport de démonstration.
Le 10 octobre 2023, le comité d'organisation des Jeux Olympiques de Los Angeles 2028 propose 5 sports additionnels au CIO dont le squash.
Le 16 octobre 2023 à Bombay, le CIO valide la proposition et intègre définitivement le squash aux Jeux Olympiques d'été de 2028 à Los Angeles.

## Grands noms de la discipline

### Hommes
- Ramy Ashour
- Lee Beachill
- Paul Coll
- Karim Darwish
- Chris Dittmar
- Mohamed El Shorbagy
- Rodney Eyles
- Ali Farag
- Grégory Gaultier
- Karim Abdel Gawad
- Geoff Hunt
- Hashim Khan
- Jahangir Khan
- Jansher Khan
- Thierry Lincou
- Rodney Martin
- Nick Matthew
- Peter Nicol
- Ross Norman
- David Palmer
- Jonathon Power
- Amr Shabana
- John White
- James Willstrop

### Femmes
- Vanessa Atkinson
- Cassie Campion
- Nicol David
- Susan Devoy
- Nour El Sherbini
- Raneem El Weleily
- Sarah Fitz-Gerald
- Nouran Gohar
- Rachael Grinham
- Michelle Martin
- Laura Massaro
- Heather McKay
- Janet Morgan
- Carol Owens
- Camille Serme

## Galerie d'images

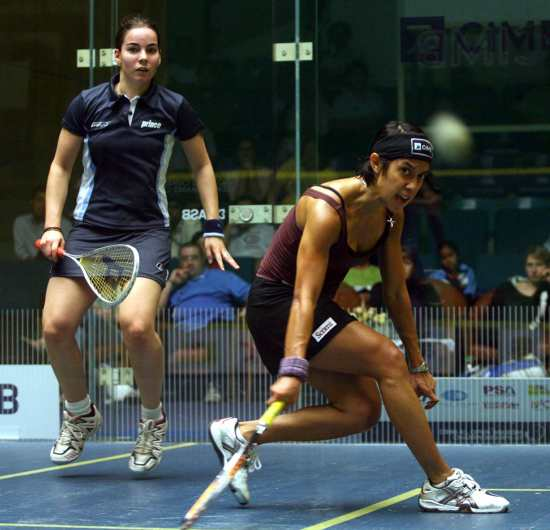
La no 1 mondiale (2011), la Malaisienne Nicol David contre Jenny Duncalf en 2007.
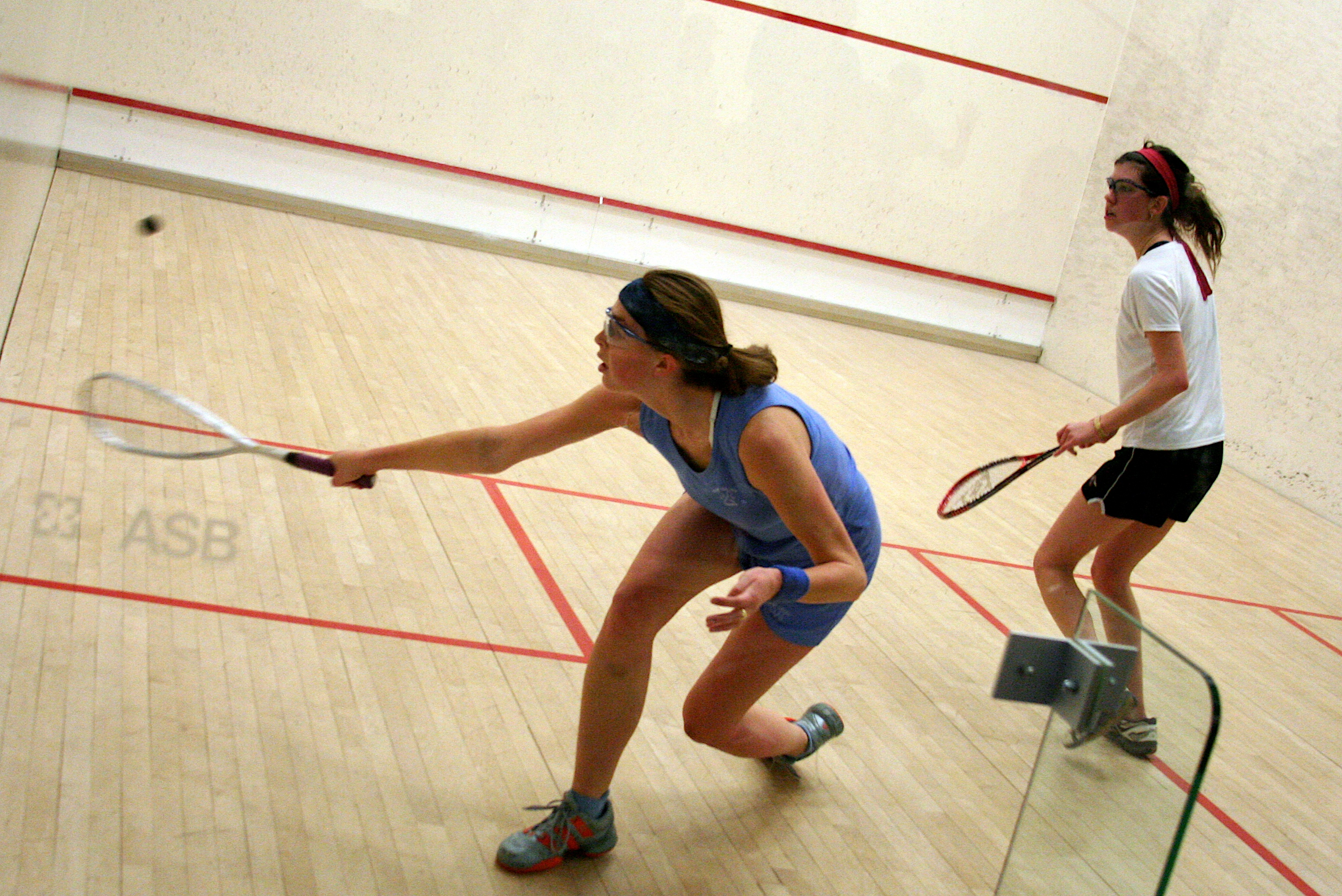
Revers au squash.
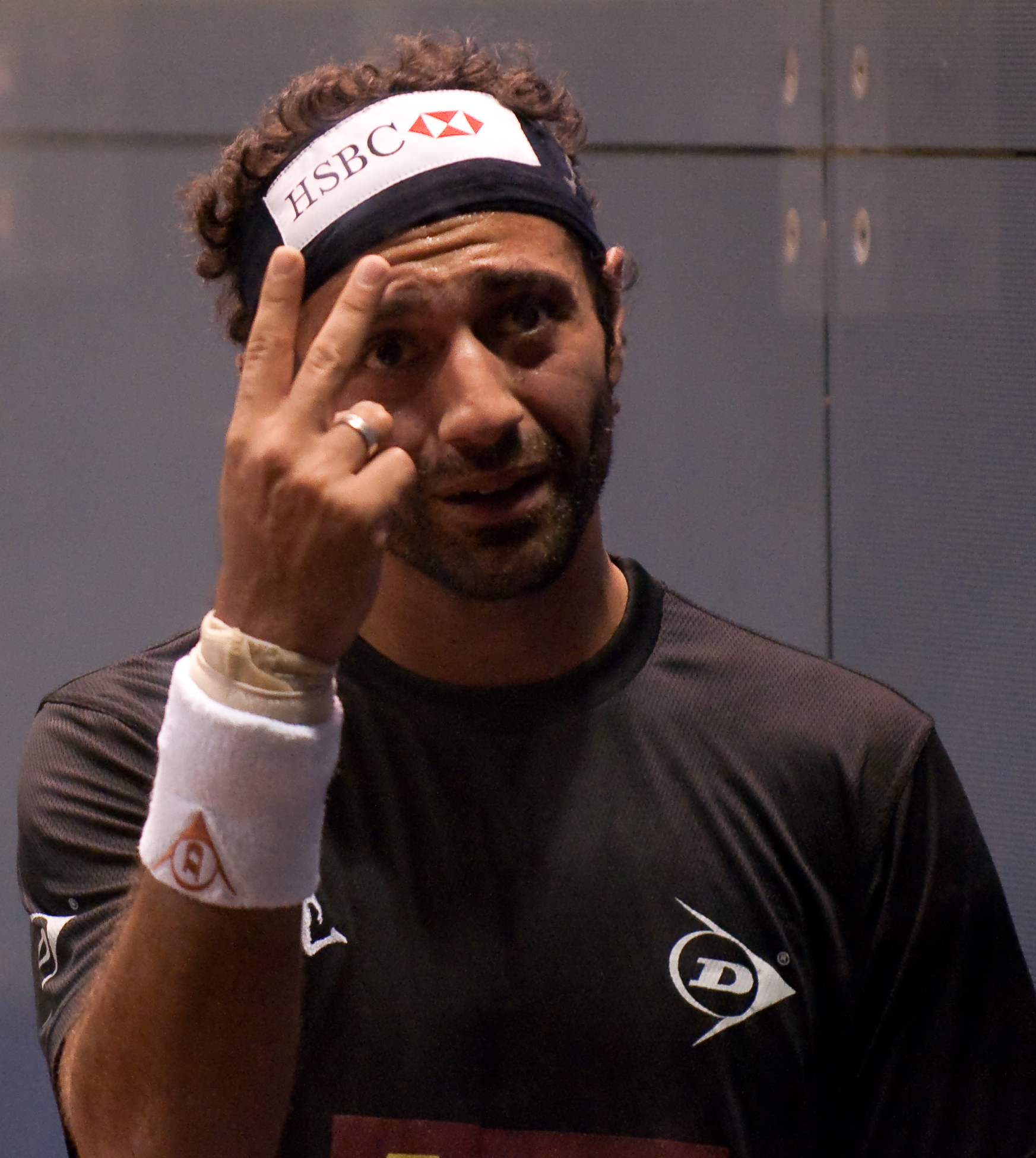
L'ancien champion du monde Amr Shabana en 2010.
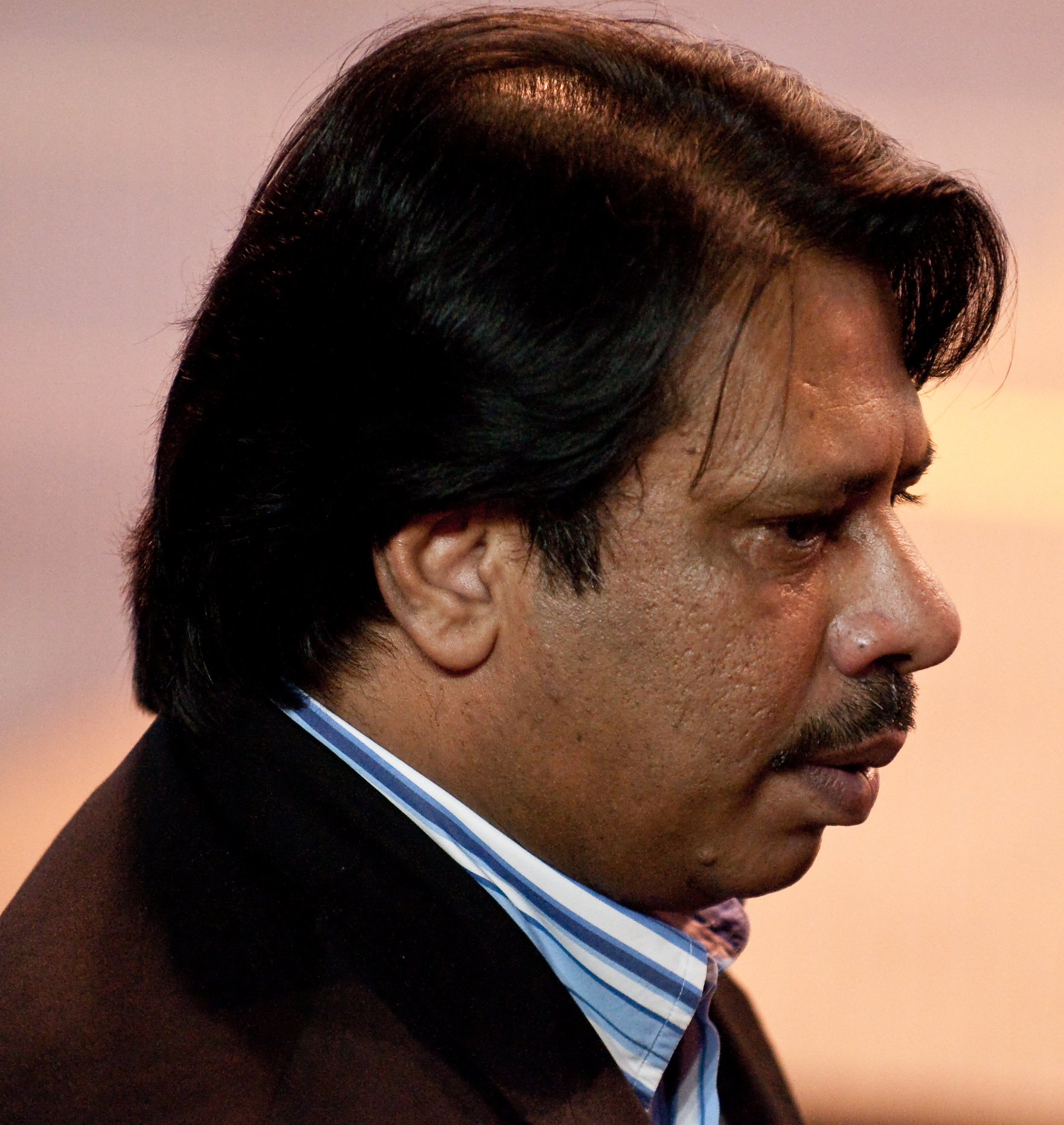
L'ancien no 1 mondial Jahangir Khan en 2009.
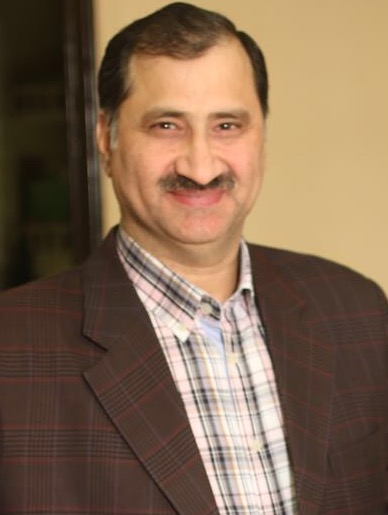
L'ancien champion du monde Jansher Khan en 2016.